# Villa Budenberg

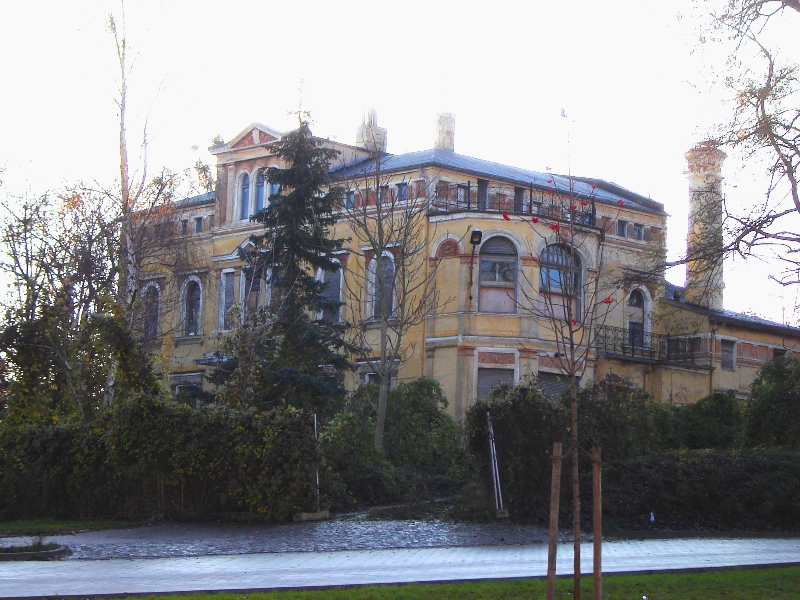
Villa Budenberg im Jahr 2006

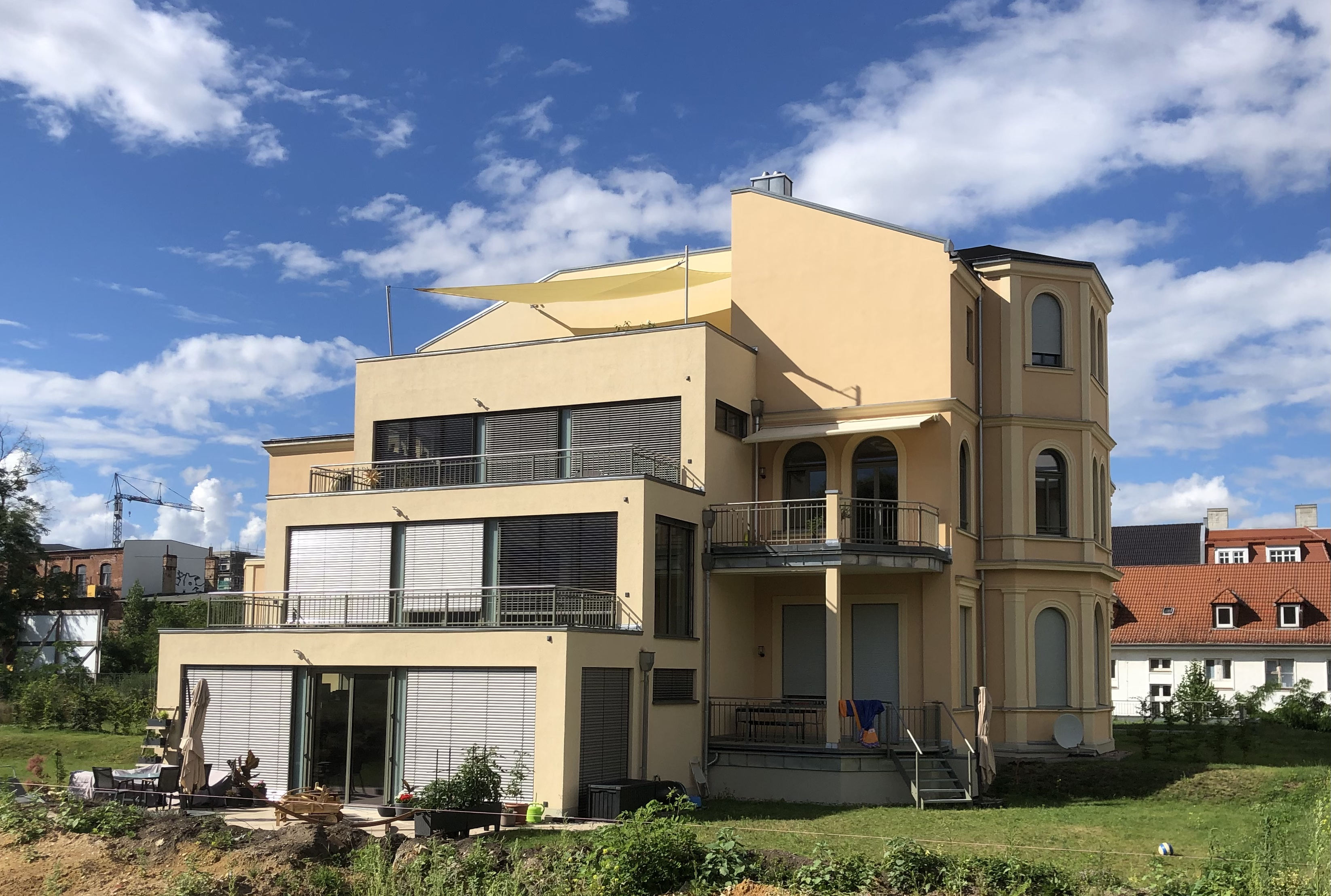
Ansicht der Südseite, 2021

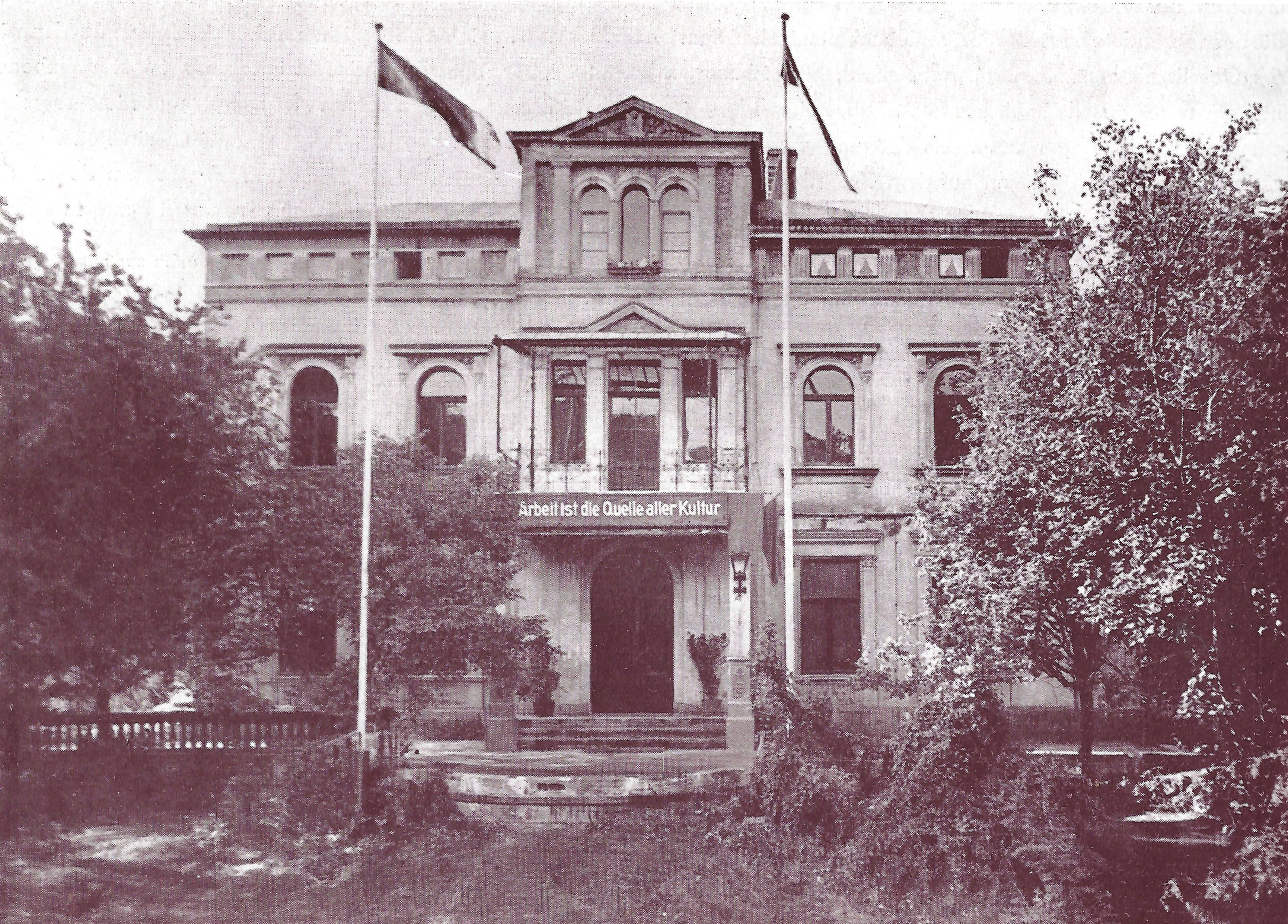
Villa Budenberg als Kulturhaus von Schäffer & Budenberg, 1950

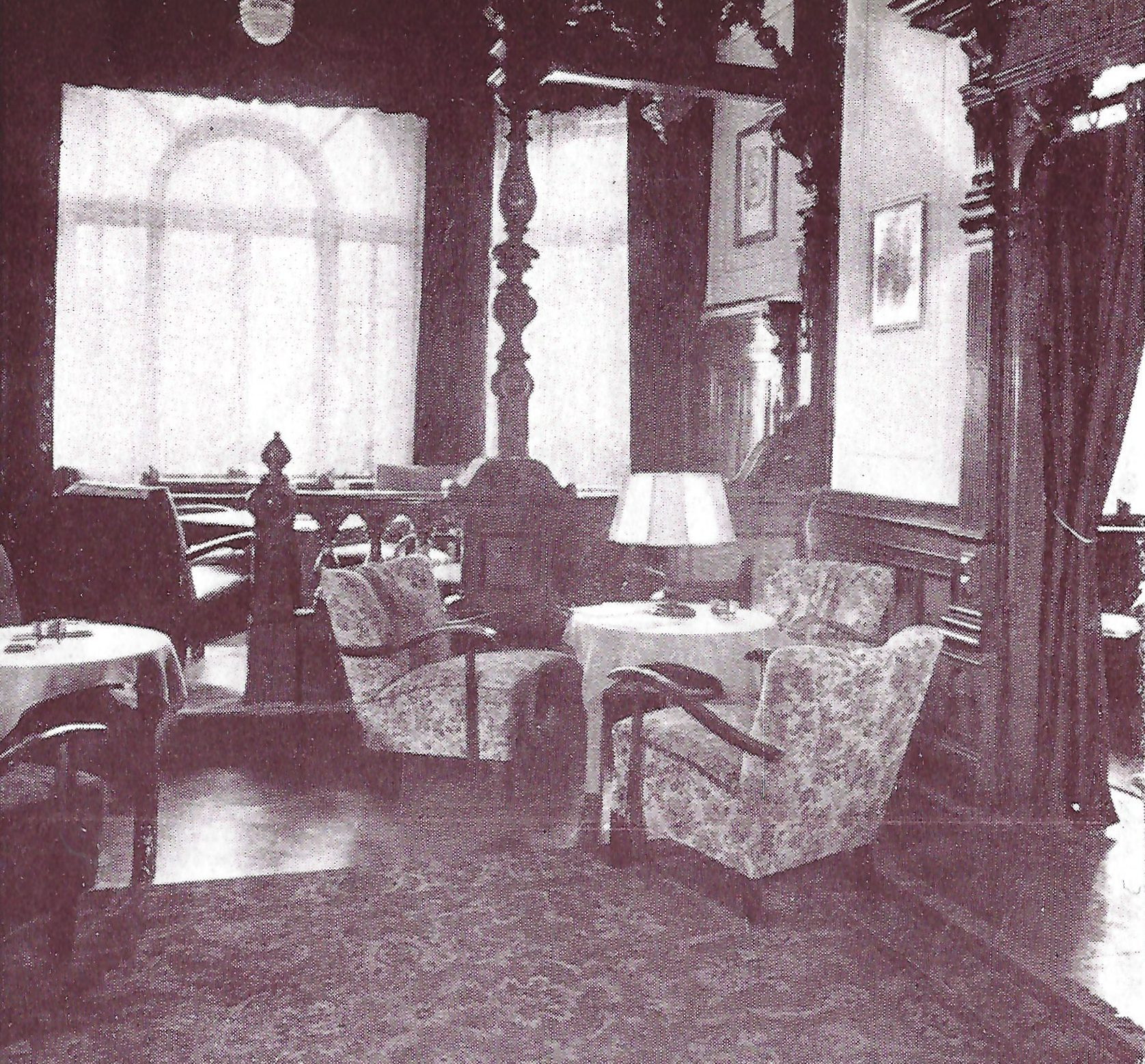
Klubraum, 1950

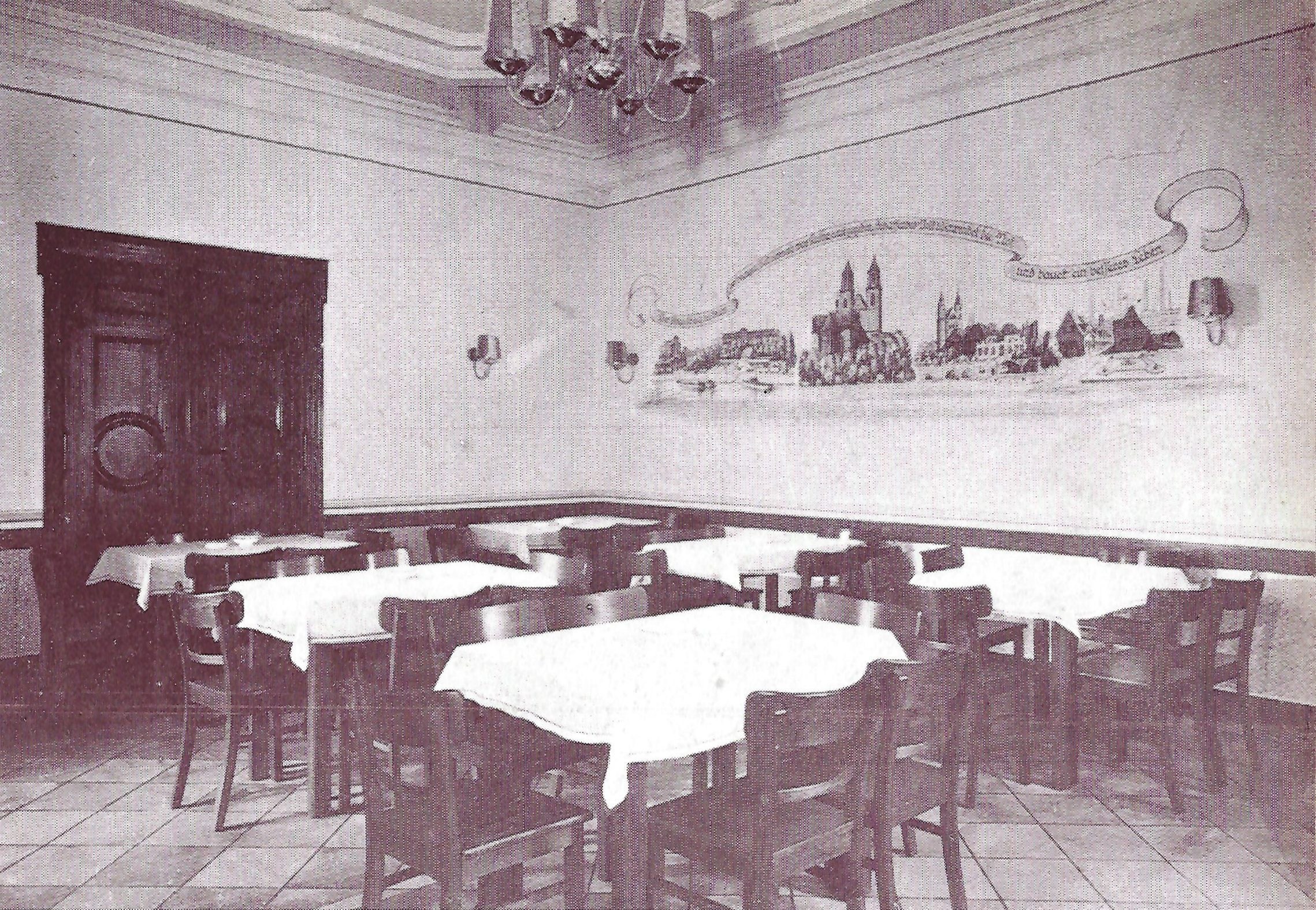
Veranstaltungsraum, 1950

Die Villa Budenberg ist eine denkmalgeschützte Villa in Magdeburg in Sachsen-Anhalt.

## Lage
Sie befindet sich etwas erhöht gelegen im Magdeburger Stadtteil Buckau an der Adresse Schönebecker Straße 11 bis 13. Als ältere Adresse wird die Schönebecker Straße 82–84 angegeben.

## Architektur und Geschichte
Das Grundstück gehörte ursprünglich dem Kloster Berge und war mit einem Krug bebaut, den das Kloster im 18. Jahrhundert verpachtet hatte. Um 1810 wurde ein Sommerhaus errichtet, aus dem die Villa durch den ab 1858 erfolgten schrittweisen Ausbau hervorging. Zunächst war das Haus nur eingeschossig. Es diente als Wohnsitz des Unternehmers Christian Friedrich Budenberg, der im unmittelbaren Umfeld auch seine Fabrik, die Armaturenfabrik Schäffer & Budenberg, betrieb. In der Zeit nach 1871 wurden die Fassade bei Umbauten im Stil des Spätklassizismus in Anlehnung an Karl Friedrich Schinkel gestaltet. Ab 1885 fanden, veranlasst durch Budenbergs Schwiegersohn und Nachfolger, Otto Arnold, weitere Umbauten im Stil des Neobarocks statt. In diesem Zusammenhang wurde nach Westen, auf der Rückseite der Villa, eine von einer Glaskuppel überspannte Blumenhalle angefügt. Außerdem entstand ein Mittelbau in Form eines Belvedérs. Bei den Umbauten waren die Rayonbestimmungen der Festung Magdeburg zu beachten. Im Inneren des Gebäudes wurden in diesem Zeitraum kunsthandwerklich beachtliche Einrichtungen eingefügt. Neben Vertäfelungen waren insbesondere Treppen bemerkenswert.
1900 wurde das Hauptgebäude aufgestockt. Dabei wurden im oberen Stockwerk große Rundbogenfenster eingesetzt. Die spätklassizistische Gliederung der Fassade und der Charakter des Gebäudes als Landhaus blieben dabei erhalten. Das nun zweigeschossige Gebäude verfügt über ein Mezzaningeschoss. Die nach Norden zur Schönebecker Straße ausgerichtete Fassade ist durch einen flachen Mittelrisalit geprägt. Fachwerkbestandteile waren verputzt. In sechs Räumen waren Ausmalungen aus der Zeit um 1900 erhalten.
Die Villa lag erhöht, umgeben von einem parkartigen Garten und wurde daher im Volksmund als Kleine Villa Hügel bezeichnet.
Nach 1945 wurde die Villa zum Kulturhaus des Werks Schäffer & Budenberg umgenutzt. Im Haus wurde für die Werksangehörigen eine Bibliothek sowie Lese-, Billard- und Gästezimmer eingerichtet.
Anfang 2011 kam es zu einem Brand in der zu diesem Zeitpunkt seit längerem leerstehenden Villa, wobei große Teile des Gebäudes zerstört wurden. Es folgte ein Notabriss von Gebäudeteilen. Noch im gleichen Jahr ereignete sich einige Monate später ein weiterer Brand. Nach längerem nur noch ruinösen Bestand gab es ab etwa 2012 Pläne, die Villa wieder aufzubauen, wobei die nördlichen, östlichen und westlichen Fassadenteile bestehen blieben, insbesondere nach Süden jedoch ein weitgehender Neubau mit Terrassen entstand. 2014 wurde das Gebäude entkernt und Nebengebäude abgerissen, 2015 fand der Neubau und die Sanierung der erhaltenen Elemente statt. Im Haus entstanden vier Drei- und eine Zweiraumwohnung.
Im örtlichen Denkmalverzeichnis ist die Villa unter der Erfassungsnummer 094 15747 als Baudenkmal verzeichnet.
Die Villa gilt als bedeutend für die Industrie- und Architekturgeschichte Magdeburgs. Sie zeigt beispielhaft die Entwicklung der Ansprüche an Wohnung und Repräsentation eines Unternehmers der Gründerzeit. Das Gebäude ist im Zusammenhang mit benachbarten Bauten zu sehen, die ebenfalls auf Budenberg zurückgehen, so das Budenberg-Mausoleum, das Budenberg-Stift, die Portalgewände und Reste der Industriebauten.